# Kleinkühnau
Kleinkühnau ist ein Stadtbezirk von Dessau-Roßlau, einer kreisfreien Stadt im Bundesland Sachsen-Anhalt. Er liegt ungefähr vier Kilometer westlich des Stadtzentrums.

## Geschichte
Der Ort wurde im Jahr 1711 das erste Mal urkundlich erwähnt.
Am 3. Februar 1920 stürzte bei Kleinkühnau ein Flugzeug ab. Dabei kam der Pilot Hermann Hasselmann ums Leben.
Am 1. Oktober 1923 erfolgte die Eingemeindung nach Dessau.

### Bevölkerungsentwicklung
Die folgende Tabelle stellt die Einwohnerentwicklung von Kleinkühnau dar.
| 1787 bis 1923 | 1787 bis 1923 |
| Jahr          | Einwohner     |
| ------------- | ------------- |
| 1787          | 87            |
| 1818          | 58            |
| 1830          | 85            |
| 1871          | 108           |
| 1900          | 830           |
| 1910          | >1.000        |
| 1923          | 1.296         |

| 1940 bis heute | 1940 bis heute |
| Jahr           | Einwohner      |
| -------------- | -------------- |
| 1940           | 4.000          |
| 1991           | 1.843          |
| 1995           | 1.852          |
| 2000           | 1.894          |
| 2005           | 1.801          |
| 2010           | 1.732          |
| 2017           | 1.666          |

### Bauwerke

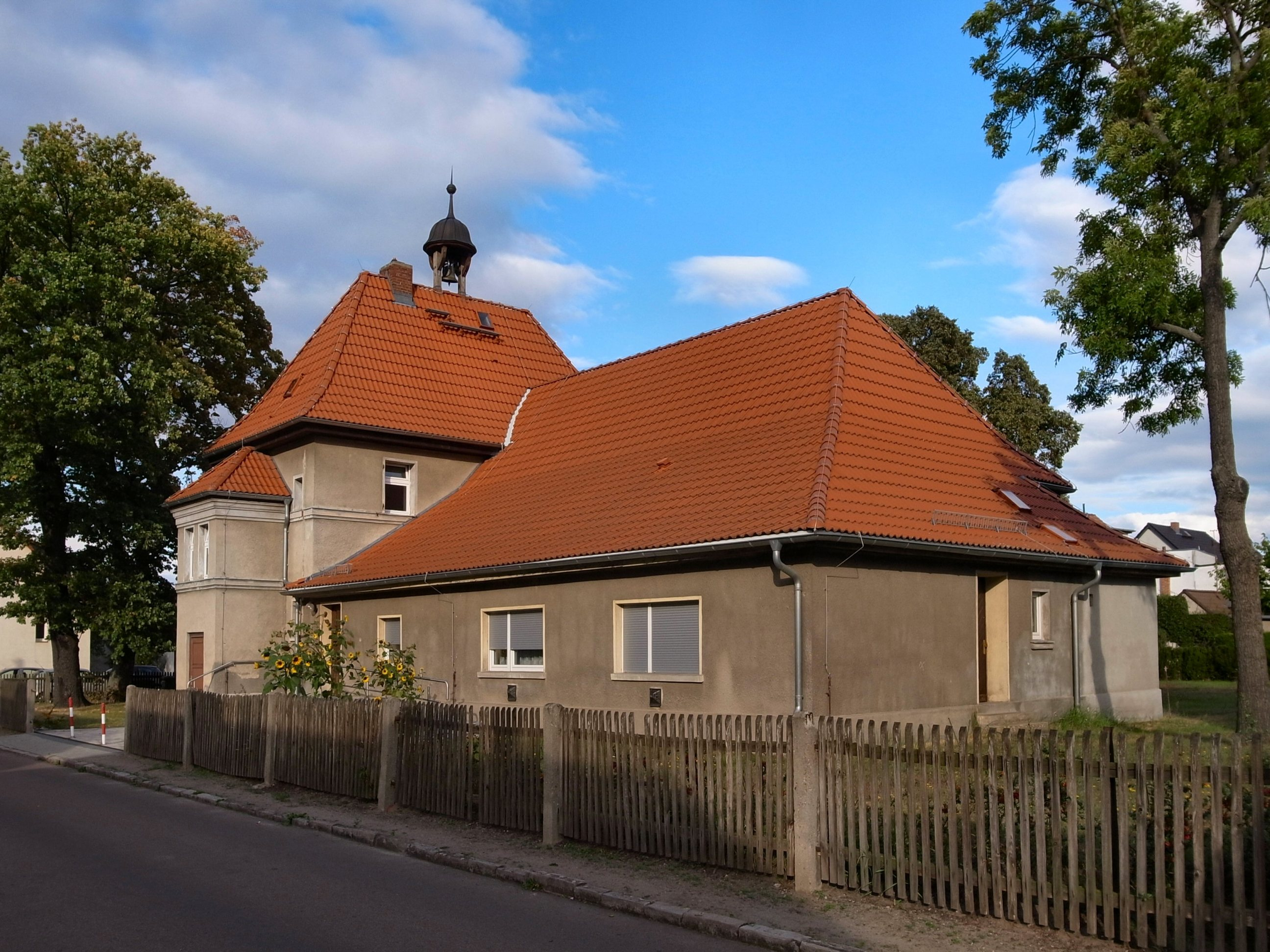
Ev. Kirche Kleinkühnau

Die evangelische Kirche in Kleinkühnau stammt aus der Gründerzeit. Das Gebäude um 1910 errichtete schlichte Gebäude bildete den Nachfolger eines Kindergartens der Junkers Flugzeugwerke. Als Besonderheit gibt es ein altes Bleiglasfenster mit dem Motiv einer Taube über dem Altar. Ab ca. 2000 wurde die mittlerweile baufällige Kirche abschnittsweise wieder saniert.

## Verkehr

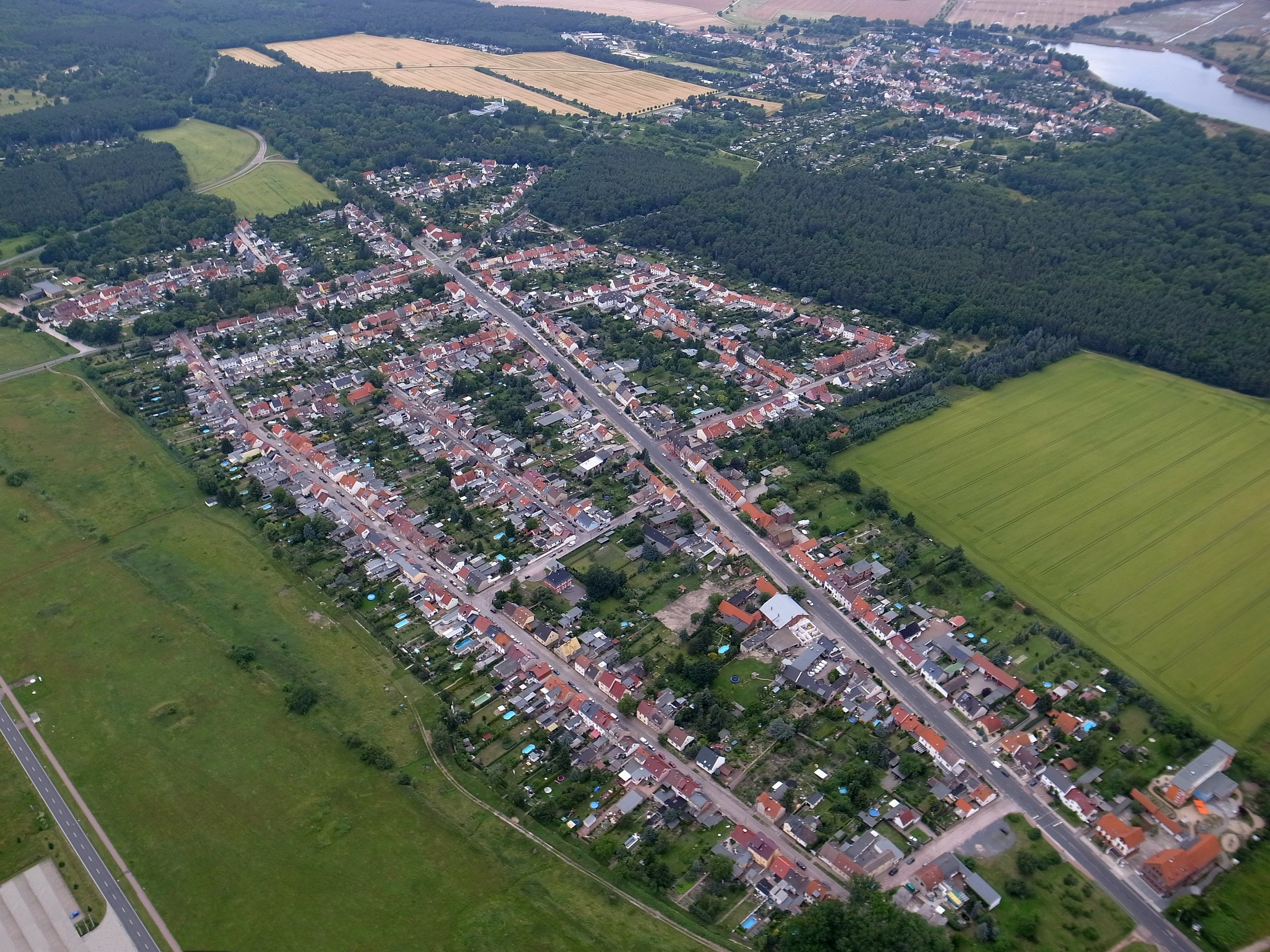
Kleinkühnau aus der Luft, im Hintergrund Großkühnau

Der öffentliche Personennahverkehr wird unter anderem durch den PlusBus des Bahn-Bus-Landesnetz Sachsen-Anhalt erbracht. Folgende Verbindung, betrieben von den Vetter Verkehrsbetriebe, führt durch Kleinkühnau:
- Linie 471: Dessau ↔ Kleinkühnau ↔ Aken

Die Anbindung an die anderen Dessau-Roßlauer Stadtteile erfolgt durch die Buslinien 12 und 17 der Dessauer Verkehrsgesellschaft.
Durch den Ort verläuft der Europaradweg R1, der das französische Boulogne-sur-Mer mit Sankt Petersburg in Russland verbindet. Auf derselben Routenführung verläuft auf diesem Abschnitt ebenfalls der Radweg Deutsche Einheit sowie der D11.
An der südlichen Ortsgrenze befinden sich der Flugplatz Dessau, das Technikmuseum Hugo Junkers sowie der Standort der Polizeidirektion Sachsen-Anhalt Ost.